# 关宁锦防线

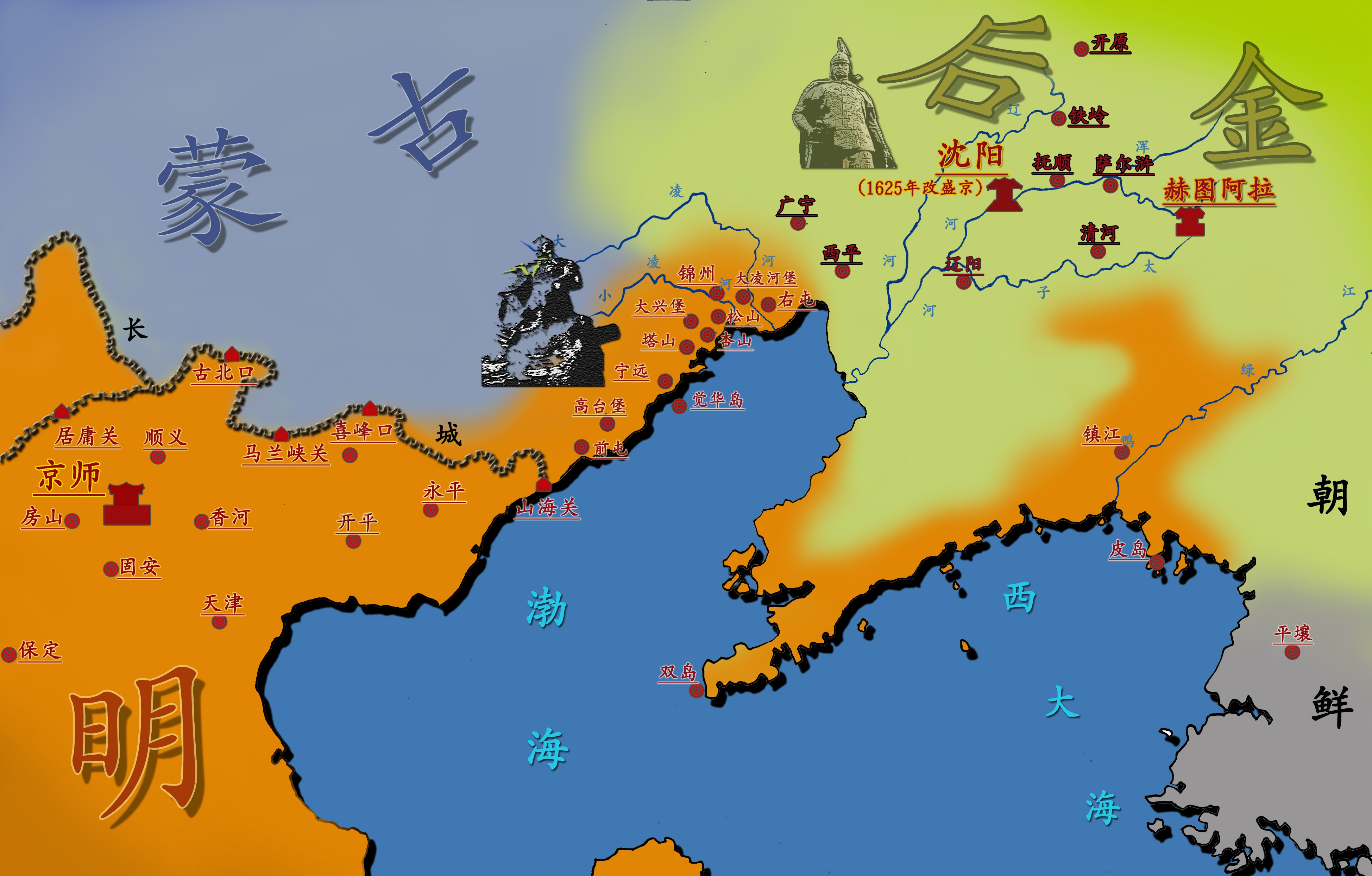
关宁锦防线自山海关经宁远至锦州

关宁锦防线是明朝晚期为抵御后金（清朝前身）所构筑的自山海关经宁远至锦州的一道防线，其中以山海关为后盾、宁远为中坚、锦州为先锋，其间筑有多个堡台作为联防据点。
关宁锦防线分南北两段，南段为关宁防线，长约100公里，自山海关到宁远；北段为宁锦防线，亦长约100公里，自宁远经松山、锦州，抵大凌河。
明天啟二年起，兵部尚书兼东阁大学士孙承宗经略辽东四年，拓地400里，始筑关宁锦防线，修复宁远等大城9座、堡45座、练兵11万。天启五年，高第经略辽东，尽撤辽东军民，据清人所撰《明史》记载，仅袁崇焕孤守。天启六年（1626年）正月，袁崇焕在宁远之战仅凭不足1万明军擊敗努尔哈赤亲率的后金军主力部队後，恢复关宁锦防线，其中北段主要由赵率教负责修建。天啟七年（1627年）五月，明军倚靠关宁锦防线，在宁锦之战再次大勝後金軍。此後10余年间，後金軍始終無法攻破關寧錦防線，直到明崇禎十五年（清崇德七年；1642年）四月的松錦之戰，明軍大敗，清军佔領松山、錦州，从此北段的寧錦防線瓦解，明軍力量退縮至南段的關寧防線。崇禎十七年（1644年）三月，李自成指挥大顺军進逼北京，遼東總兵吳三桂接詔放棄寧遠、入衛北京，清军隨即佔領寧遠。四月，吳三桂率領山海關明軍聯合清军打败大顺军，清军過山海關入主中原。
雖然关宁锦防線固若金湯，也確實遏止了後金向南擴張，但每年维护費用高達500萬兩左右，還不包含駐軍軍餉。而明末全國一年軍費理論上只有800餘萬兩，拖垮明朝財政。況且這類如馬其諾防線的靜態堡壘，敵军久攻不下後往往選擇繞道，耗費巨資的堡壘最終僅剩震懾作用，兵力又過份集中於防線上，致使防線以外地帶相對空虛。如崇禎年間便發生多起后金軍绕道蒙古，以小股兵力攻打次要的長城關口，輕鬆入塞後劫掠城池、擄獲人口财物，對華北地區造成嚴重破壞，令明朝財政雪上加霜。同時，明廷為驅逐入侵的後金軍，只得調撥負責征剿流寇的部隊，讓李自成的大順軍得到喘息機會。因此亦有人認為，長期維持關寧錦防線反而使明朝陷入顧此失彼的兩難局面，加速了其覆灭。